# HMCS St. Lambert (K343)
HMCS St. Lambert (K343) je bila korveta izboljšanega razreda Flower, ki je med drugo svetovno vojno plula pod zastavo Kraljeve kanadske vojne mornarice.

## Zgodovina
Ladja je bila v lasti Kraljeve kanadske vojne mornarice vse do leta 1946, ko je bila sprva prodana Panami in nato leta 1955 še Grčiji.